# トゥドハリヤ1世
トゥドハリヤ1世（Tudhaliya I、紀元前15世紀後半）は、ヒッタイトの大王。衰退したヒッタイトを中興し、彼を以って「新王国」時代が始まるとされる。

## 来歴

### 史料的制約
トゥドハリヤはヒッタイト新王国時代の祖とされる中興の王ではあるが、その記録はのちに書かれたかあるいは筆写されたもので、同時代の史料はほとんど存在しない。そのため文書の文面からの解釈に頼らざるを得ない状況であり、そもそも「トゥドハリヤ」という名前の王が何人いたのかも確定しておらず、文面には単に名前の「トゥドハリヤ」と記されるのみで何代目のトゥドハリヤかは明言されないので、それがどのトゥドハリヤにあたるのかは文脈から判断せざるを得ないのが実情である。このため2世と同一視して「Tudhaliya I/II」と表記されることさえある。
このような状況であるため、その在位年代や期間も確定は難しい。エジプトのファラオとの同時代性に基づいて大体の年代は推定されているが、それによればトゥドハリヤ1世が在位していたのは高位年代編年で紀元前1460年 - 1440年、中位で紀元前1450年 - 1420年、低位で紀元前1420年 - 1400年といった具合である。しかしこの同時代性を手がかりとした年代決定も19世紀の研究法を無批判に引用しているものであり、さらに科学的な再検討が待たれるところである。

### 即位
さらにトゥドハリヤの出自も不明である。一般にフッツィヤ2世あるいはツィダンタ2世の息子あるいは孫とみなされているが、フッツィヤ2世の未亡人シュッミリ（シュムミリ）の夫とする説もある。ハラプとの条約文書でトゥドハリヤは「朕が玉座に登ったとき」と述べているが、通例では「朕が父の玉座に登ったとき」と書くのが普通なので、トゥドハリヤは王であったフッツィヤやツィダンタとの血縁関係になかったとみることも出来る。
文書によれば、トゥドハリヤ1世以前の最後の正統な王はフッツィヤ2世であったが、ムワタリ1世に簒奪された。フッツィヤの未亡人シュッミリは二人の息子を唆してムワタリを殺させた。しかしテリピヌ法典では、王を殺した者は王位に就くことは許されないと定められていたので、別の兄弟のトゥドハリヤが王位に就いたとされる。またムワタリの護衛隊長ムワシュが王の仇をとってシュッミリとその二人の息子を殺しムワタリ派を糾合してフルリ人と同盟したが、トゥドハリヤがフルリと戦って王位に就いたともいう。さらにはトゥドハリヤ自身がフッツィヤ殺害の黒幕で、シュッミリと再婚してその連れ子にムワタリを殺させたとする説さえある。

### 中興

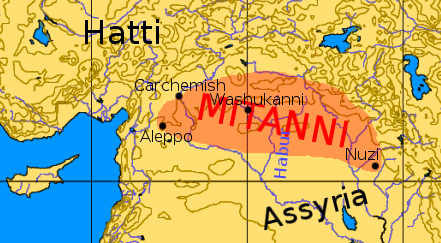
ミタンニの版図

紀元前1440年頃、エジプトのトトメス3世がヤムハド王国を含むシリアの大部分を征服した。しかし紀元前1436年頃にエジプトに対する反乱が起き、この地域はミタンニの支配下に置かれる。この状況に乗じてトゥドハリヤはヒッタイトの南東に隣接するキズワトナと従属条約を結び、シリアへの進出を開始する。トゥドハリヤはミタンニに勝利し、ハラプ（アレッポ）を再びヒッタイトの支配下に収めることに成功した。ヒッタイトは南方との交易路に関心をもっていたとされる。
一方東方のユーフラテス河の対岸にあたるイシュワ、アジジ、ハヤサに対して遠征を行った。北方の山地に住むカシュカ族に対する討伐も繰り返したが、こちらは決定的勝利を収めることは出来なかった。カシュカはこの時代以降勢力を強めてヒッタイト帝国の深刻な強敵となるため、この時代に北方（カフカス？）から移住してきたのではないかとする説もあるが、真相は不明である。トゥドハリヤはさらに西方のアルザワ国、「セハ川の国」、そしてヒッタイトの属国に攻撃を仕掛けたアヒヤワ（Ahhiyawa）のアッタルシヤス王と戦った。トゥドハリヤはまた「アシュワ」国と戦ったが、その位置は確定されていないものの（一般にヒッタイトの西方とされる）、この国名が「アジア」の語源となったという。さらにトゥドハリヤはその一国タルウィサおよびウィルサヤに言及しているが、この国名は「トロイア」「イリオス」を指すと考えられている。

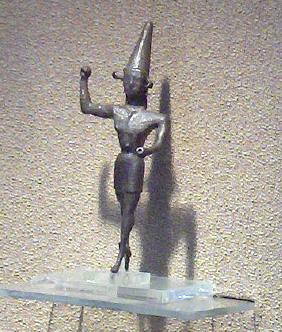
トゥドハリヤ1世当時のものとされる青銅製神像。伝ドヴレキ（Dövlek）出土。アンカラのアナトリア文明博物館蔵

トゥドハリヤの治世から、ヒッタイトの文化、とりわけ宗教の面で急速にフルリ化が進んでゆく。このためトゥドハリヤ自身がフルリ人の血を引いているのではないかという説もある。トゥドハリヤの王妃は上記の通り人間関係が錯綜しているため確定していないが、アルワムナ王の娘とされるニカルマティ（Nikal-mati）、その娘でキズワトナ出身とされるアシュムニカル（Ašmu-nikal）などが候補として挙げられており、このうちアシュムニカルはフルリ人の血を引いているという。トゥドハリヤの跡は婿養子とされるアルヌワンダ1世が継いだが、トゥドハリヤの築いた帝国は急速に弱体化し、シリアをミタンニに奪われることになる。
聖書学者には、旧約聖書の「創世記」14章1節に登場する「ティドアル王」は、トゥドハリヤ1世のことではないかとする説もある。

## 文献
- J. G. Macqueen: The Hittites. London 1996